# Michael Hange

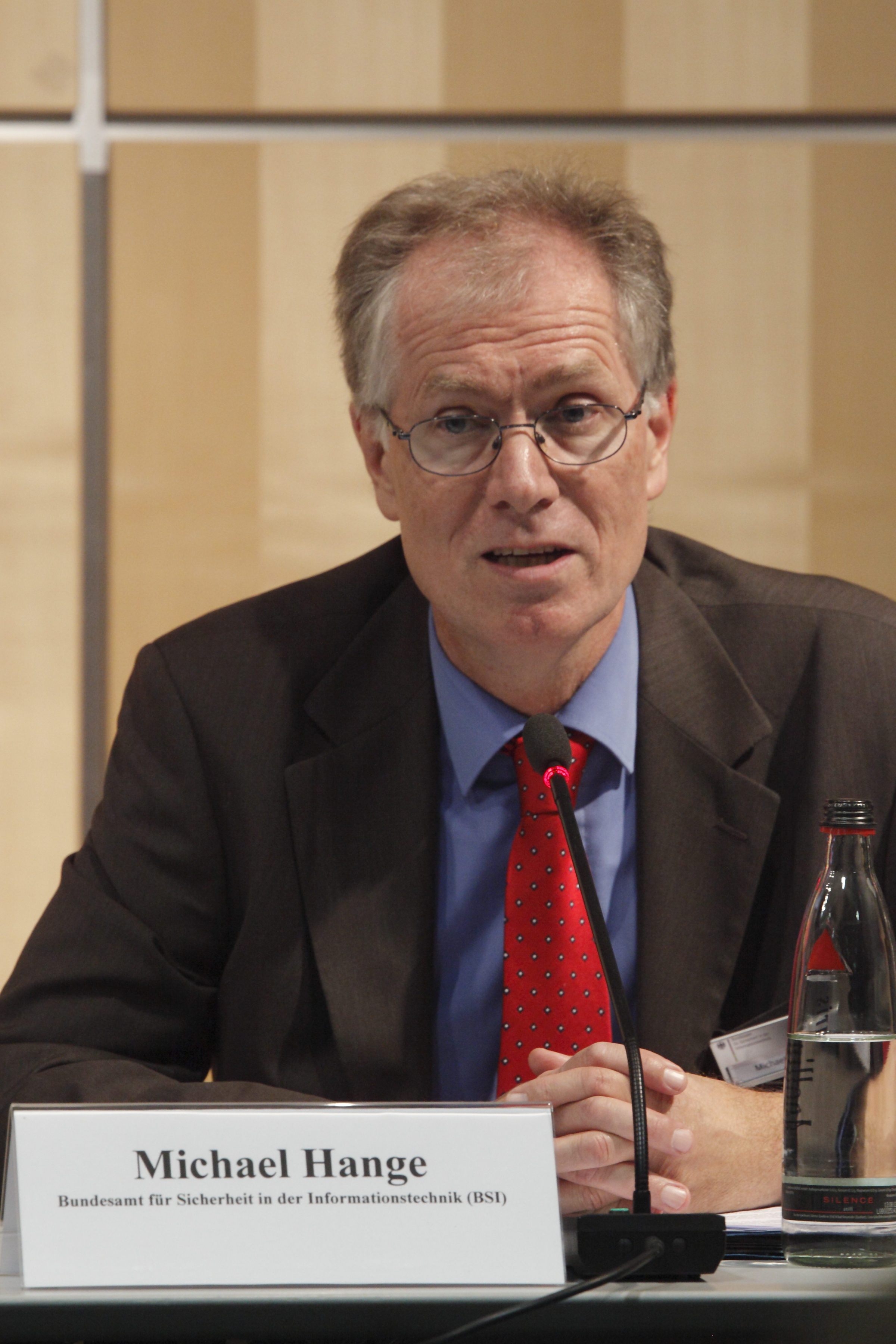
Michael Hange, 2010

Michael Hange (* 1950) war vom 16. Oktober 2009 bis zum 30. November 2015 Präsident des Bundesamts für Sicherheit in der Informationstechnik (BSI) in Bonn.

## Biografie
Hange studierte Mathematik in Bonn. Seit 1977 war er Referent für Computersicherheit in der Bundesverwaltung, ehe er 1985 als Referatsleiter im Bereich IT-Sicherheit tätig wurde. Mit der Gründung des BSI im Jahre 1991 wurde er Leiter der Abteilung Beratung und Unterstützung, die auch das IT-Grundschutzhandbuch entwickelte, und beteiligte sich maßgeblich am Ausbau des BSI. Zu den bedeutendsten Projekten seiner Amtszeit gehört die Einführung des neuen Personalausweises, dessen Sicherheitsarchitektur vom BSI maßgeblich mitentwickelt wurde.
1994 wurde er Vizepräsident des BSI und war als nationaler Direktor für Kommunikationssicherheit deutscher Repräsentant in IT-Sicherheitsgremien der NATO und der EU. Von Februar bis Oktober 2009 war Michael Hange ständiger Vertreter des IT-Direktors im Bundesministerium des Innern.
Hange ist Mitglied im Lenkungsausschuss für Informationstechnik des DIN und Mitglied des Verwaltungsrates der European Network and Information Security Agency (ENISA).
Ende November 2015 wurde Michael Hange in den Ruhestand verabschiedet.